# Calolelaps coeruleus
Calolelaps coeruleus är en stekelart som beskrevs av Timberlake 1925. Calolelaps coeruleus ingår i släktet Calolelaps och familjen puppglanssteklar. Inga underarter finns listade.